# Estado Soberano de Boyacá
El Estado Soberano de Boyacá fue una división administrativa y territorial de los Estados Unidos de Colombia. El ente territorial, creado el 15 de junio de 1857 con el nombre de Estado Federal de Boyacá, fue oficialmente reconocido como Estado de la Federación en la constitución nacional de 1858, y finalmente denominado Soberano en la constitución nacional de 1863.  El estado subsistió hasta el 7 de septiembre de 1886 cuando entra en rigor la Constitución política colombiana de 1886 y pasa a llamarse Departamento de Boyacá.

## Historia
Durante la primera independencia de Colombia (la denominada Patria Boba), la Provincia de Tunja ya se había declarado estado soberano e independiente. Dicha provincia fue luego integrante de la Gran Colombia como parte del Departamento de Boyacá; una vez se desintegró dicha nación la Provincia de Tunja formó parte de la República de la Nueva Granada, con el mismo territorio de 1810; en 1832 le fueron segregadas las regiones occidentales para formar con ellas la Provincia de Vélez, y más tarde en 1851 le fue segregada la parte oriental con la cual se formó la Provincia de Tundama.
Debido a los aires federalistas que estaba tomando la nación, el congreso de la entonces Confederación Granadina dicta la ley del 15 de junio de 1857 que crea los estados de Bolívar, Boyacá, Cauca, Cundinamarca y Magdalena, con el fin de evitar el rompimiento de la república. Por medio de dicha ley el estado de Boyacá se creó a partir de la unión de las provincias neogranadinas de Casanare, Tunja y Tundama, más los cantones de Chiquinquirá y Moniquirá que pertenecían a la anterior Provincia de Vélez, acto que fue corroborado y ejecutado por el decreto del 25 de junio del mismo año.

## Geografía

### Límites
Boyacá limitaba al norte con la república de Venezuela y el estado de Santander, al este con Venezuela, al sur con el estado de Cundinamarca, y al oeste con los de Antioquia y Santander. Estos límites eran semejantes a los que poseían las provincias de Casanare y Tunja en 1810; los límites particulares eran:
- Con Cundinamarca:  desde el sitio conocido como El Apostadero en la orilla del río Meta y por este aguas arriba hasta el Upía; siguiendo por este, aguas arriba, hasta encontrar las del Caragaa, tomando luego las del Guavio hasta en frente de Cerronegro; luego por el pie de este cerro y por su cumbre hasta el origen del río homónimo, y por la cima que divide las aguas del valle de Somondoco de las del de Gachetá, hasta el alto de Tengua, del cual baja por las Lagunas al río Machetá, llamado más abajo Somondoco; se atraviesa este río siguiéndolo aguas arriba por poco trecho, hasta encontrar la quebrada Carranza, aguas arriba hasta su origen, y luego por las cumbres que separan las aguas del valle de Tenza hasta las cabeceras de la quebrada Ramada. Por ella abajo hasta su desembocadura en la de Tocala, y de allí arriba hasta la cumbre del páramo de Gachaneque, y por sus filos la laguna de Fúquene; por las orillas orientales de ella hasta encontrar el río de la Balsa; abajo de la boca del río Simijaca toma una colina que separa la jurisdicción de Caldas de la de Simijaca, y por ella subiendo a los cerros que dividen las aguas que van al río Minero y al Suárez; sigue por el páramo de Mataredonda hasta la quebrada Isabi, que cae al río Villamizar, el cual atraviesa para llegar a la unión de los ríos Negro y Suárez; este último aguas arriba hasta el riachuelo Ibama, desde allí hasta la quebrada del Paime; desde la entrada de esta quebrada hasta el río Minero, línea recta a la cumbre donde nace la quebrada Aldana; ésta abajo hasta su confluencia con el río Torrás; de allí aguas abajo hasta su entrada en el río Negro, y siguiendo el curso de este hasta su entrada en el río Magdalena.

- Con Antioquia (a partir de 1867): el río Magdalena curso arriba desde la quebrada del Ermitaño hasta la boca del río La Miel.[10]

- Con Santander: la quebrada del Ermitaño aguas arriba hasta el cerro Otromundo, desde donde busca la cabecera del río Pescadero; luego al sur por las cumbres de la serranía hasta el cerro Quitisoque, y luego hacia el este para llegar al alto de las Cruces; de allí por la peña de Saboyá al norte hasta encontrar las aguas del Suárez, atravesándola y siguiendo hasta el punto Portachuelo en el camino de Guatoque a Saboyá; de Portachuelo en línea recta al norte hasta la quebrada Barrohondo y de allí de nuevo al río Suárez; este último aguas abajo hasta la confluencia con el río Linguaruco, siguiendo este aguas arriba hasta el río Porqueras y por este hasta su cabecera; luego a la unión de los ríos Fábita y Chuqueque}; de allí al alto Gaita y por este al páramo de Cuchilla, siguiendo las cumbres de la sierra en dirección noroeste hasta el cerro Pan de Azúcar; de este punto hasta la quebrada Hoya, Bocadelmonte, pichacho de Ture, alto Onzaga y la confluencia del río Onzaga con el Chicamocha, y por este aguas arriba hasta Juntas; de allí por el río Chiscas y luego por el cerro Raspón hasta el alto Murciélago; luego el alto Peñablanca hasta el páramo Lomaborracha, después el alto Ima y por la cumbre de esta hasta la confluencia del río Sarare con el Cubayón; por el Sarare aguas abajo hasta el Oirá; finalmente este curso arriba hasta su cabecera, cercana a las del Nula.

- Con Venezuela: el río Nula desde su cabecera, aguas abajo, hasta 5 kilómetros arriba de la quebrada Bizcocho, luego en línea recta al sur hasta el río Sarare en el lugar donde sus aguas entran a la laguna del Desparramadero, la cual recorre por el occidente hasta el caño Catufí, que desemboca en el Arauca; este río, aguas abajo, hasta el Paso del Viento; y de aquí en línea recta al sur hasta el Apostadero del Meta, orillando la laguna del Término en su parte occidental.

En la actualidad el territorio que antes pertenecía al Estado Soberano de Boyacá está repartido entre los departamentos de Boyacá, Arauca y Casanare.

### Divisiones administrativas

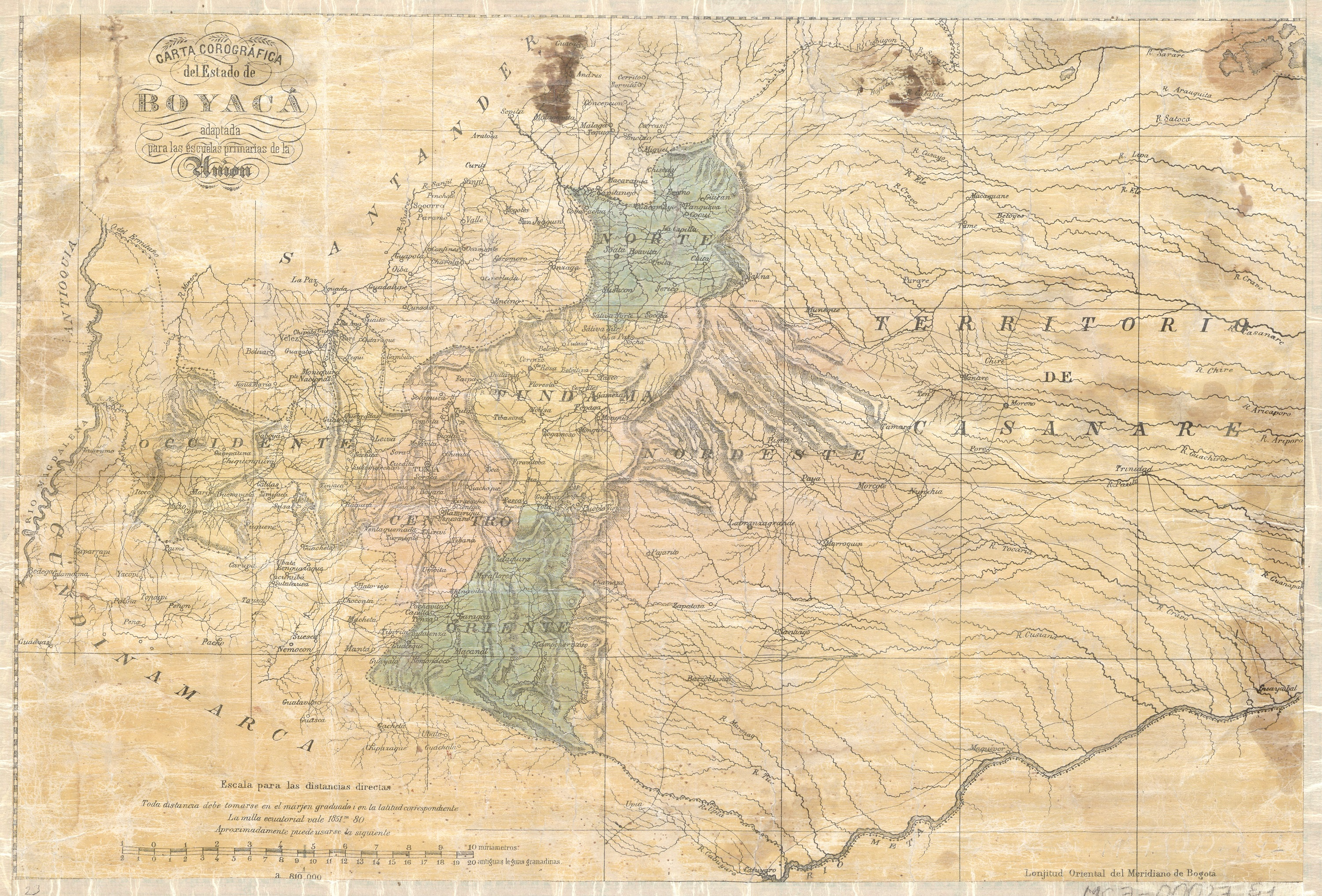
División territorial del Estado Soberano de Boyacá, en 1871.

Al crearse el Estado el 15 de junio de 1857 el Estado quedó constituido por las siguientes provincias, las cuales fueron a su vez su primera división territorial:
- Tunja (capital Tunja).
- Tundama (capital Santa Rosa de Viterbo).
- Casanare (capital Pore).

Así mismo le fueron añadidos los cantones de Chiquinquirá y Moniquirá que antes pertenecían a la provincia de Vélez.
Por virtud de la ley del 31 de octubre de 1857 se crearon 4 departamentos:
- Tunja (capital Tunja).
- Tundama (capital Santa Rosa de Viterbo).
- Casanare (capital Moreno).
- Oriente (capital Tenza).

Mediante la Constitución de Rionegro de 1863, las divisiones administrativas del Estado sufrieron varias modificaciones y según la ley del 10 de diciembre del mismo año se adoptó una nueva división en 6 departamentos:
- Centro (capital Tunja).
- Norte (capital Soatá).
- Nordeste (capital Labranzagrande).
- Occidente (capital Moniquirá).
- Oriente (capital Guateque).
- Tundama (capital Santa Rosa de Viterbo).

### Territorios nacionales
El Territorio Nacional de Casanare, con capital en Tame, pertenecía a la jurisdicción del Estado pero era administrado por el gobierno nacional.
El Territorio Vásquez fue adquirido del Estado de Cundinamarca en 1867 y administrado de forma especial por Boyacá.